# Стура-Гаммарський камінь
Стура-Гаммарський камінь — картинний камінь епохи вікінгів у Стура Гаммарі (парафія Лербру, Готланд, Швеція).
На камені вирізьблено сцени міфологічного, релігійного та історичного змісту: сцени жертвоприношення на вівтарі з валкнутом, довгий корабель із воїнами, воїн перед повішеним на дереві з зображенням валкнута поруч. Вважають, що наявність на малюнку валкнута, як символу культу Одина, дає право стверджувати про наявність у скандинавському язичництві практики людських жертвоприношень.
Камінь частково ілюструє легенду про Гільду або легенду про вічну битву Hjaðningavíg.